# 桜野村
桜野村（さくらのむら）は、福岡県糸島郡にあった村。現在の糸島市の一部。

## 地理
糸島半島の北部、桜井川流域に位置していた。

## 歴史

### 沿革
- 1951年（昭和26年）4月1日 - 糸島郡桜井村と野北村が合併して、桜野村が発足[1][2]。
- 1955年（昭和30年）1月1日 - 糸島郡可也村、小富士村、芥屋村と合併し志摩村を新設して廃止された[1][2]。